# تأثير مكجورك
تأثير مكجورك (بالإنجليزية: McGurk effect)‏، هو ظاهرة إدراكية حسية تصف حالة من التداخل بين السمع والبصر عند إدراك الكلام. يحدث هذا الوهم عندما يقترن المركب السمعي لأحد الأصوات مع العنصر البصري لصوت آخر مؤديًا إلى إدراك صوت ثالث. تُغيِّر المعلومات البصرية التي يحصل عليها شخص من رؤية شخص آخر يتكلم الطريقة التي يسمع بها الأول الصوت. يزداد احتمال اختبار الشخص تأثير مكجورك عند تلقيه معلومات سمعية سيئة الجودة مع معلومات بصرية جيدة النوعية، كذلك يمكن لمقدرات التكامل بين المعلومات السمعية والبصرية أن تؤثر على تجربة الشخص لهذه الظاهرة؛ إذ يختبر الأشخاص الأفضل في الاندماج الحسي هذا التأثير بشكل أكبر.
يختلف اختبار الأشخاص لهذا التأثير استنادًا لعدة عوامل تتضمن الأذية الدماغية واضطرابات أخرى.

## العوامل الداخلية

### الأذية
يساهم كلا نصفي الدماغ في تأثير مكجورك؛ إذ يعمل كلاهما على دمج المعلومات الكلامية التي يتلقاها الشخص من خلال حاستي السمع والبصر. تحدث استجابة مكجورك عند الأشخاص الذين يستخدمون يدهم اليمنى غالبًا؛ إذ يكون لوجههم اتصال مباشر مع نصف الكرة المخية الأيمن، بينما تصل الكلمات لديهم إلى نصف الكرة الأيسر. يكون تأثير مكجورك موجودًا لدى المرضى الخاضعين لعمليات قطع الجسم الثفني لكنه أبطأ. تلعب السمات البصرية دورًا حاسمًا في علاج النطق واللغة عند من يعانون من آفات في نصف الكرة الأيسر من الدماغ بسبب اختبارهم التأثير بشكل أقوى من نظرائهم الطبيعيين.
ينقص احتمال اختبار تأثير مكجورك إذا أدت أذية نصف الكرة الأيسر إلى عجز قطاعي في الإدراك البصري للكلام. يختبر الأشخاص المصابين بتلف في نصف الكرة المخية الأيمن ضعفًا في المهام البصرية فقط أو البصرية السمعية، ومع ذلك تبقى لديهم القدرة على دمج المعلومات لإنتاج تأثير مكجورك. لا يظهر التكامل إلا في حال استخدام منبه بصري مساعد عندما تكون الإشارة السمعية ضعيفة لكنها مسموعة؛ لذا قد يختبر مرضى تلف نصف الكرة المخية الأيمن تأثير مكجورك، ولكن ليس بنفس الشدة التي يختبرها الأشخاص الطبيعيين.

### الاضطرابات

#### عسر القراءة
يختبر الأفراد الذين يعانون من عسر القراءة التأثير بشكل أضعف مقارنةً مع القراء الطبيعيين من نفس العمر الزمني، لكننا نجد مستوى التأثير نفسه لدى من يملك نفس مستوى القراءة والعمر. يختلف عسر القراءة بشكل خاص في الاستجابات المركبة وليس في استجابات الاندماج، وقد يرجع تأثير مكجورك الأصغر إلى الصعوبات التي يواجهها مرضى عسر القراءة في إدراك وإنتاج اجتماع ساكنين.

#### الضعف اللغوي الخاص
يختبر الأطفال الذين يعانون من ضعف لغوي خاص تأثير مكجورك بشكل أبطأ بكثير من أقرانهم الطبيعيين. يستخدم الأشخاص في هذا الاضطراب معلومات بصرية أقل في إدراك الكلام ويعانون من النقص في الانتباه للإيماءات التعبيرية، لكنهم لا يملكون مشاكل في فهم الإشارات السمعية المجردة.

#### اضطرابات طيف التوحد
يكون تأثير مكجورك أبطأ لدى أطفال التوحد مقارنةً مع باقي الأطفال، مع ذلك إذا لم يكن المنبه إنسانيًا فهم يسجلون تأثير متشابه مع الأطفال الذين لا يعانون من التوحد، كذلك يُظهر أطفال التوحد بعمر أصغر نقصًا شديدًا في تأثير مكجورك غير أنه يقل مع الزمن ليصبح اختبارهم للتأثير أقرب إلى الناس الطبيعيين كلما تقدموا بالعمر. قد ينتج هذا الاختبار الأضعف للتأثير عن عجز في تحديد المكونات السمعية والبصرية للكلام بدلًا من تكامل هذه المكونات (على الرغم من أن تمييز مكونات الكلام كمكونات كلام قد يكون مماثلًا لدمجها).

#### صعوبات تعلم اللغة
يختبر البالغون الذين يعانون من صعوبات في تعلم اللغة تأثير مكجورك بشكل أقل بكثير من غيرهم. لا يستجيب هؤلاء الأشخاص للمدخلات البصرية كمعظم الناس، وينجم اختبارهم الأضعف للتأثير عن عدم وجود اقتران بين المناطق الأمامية والخلفية للدماغ أو بين نصفي الكرة المخية الأيمن والأيسر، كذلك يمكن أن يكون السبب أمراض المخيخ أو العقد القاعدية.

#### مرض آلزهايمر
يختبر مرضى آلزهايمر تأثير مكجورك بشكل أضعف من الآخرين. يؤدي نقص حجم الجسم الثفني إلى انفصال نصفي الكرة المخية. يختبر هؤلاء المرضى تأثرًا أقل بالمنبهات البصرية، وهذا هو السبب وراء اختبارهم الضعيف للتأثير.

#### الفُصام
لا يكون تأثير مكجورك واضحًا لدى مرضى الفصام كما في الأفراد الطبيعيين، ولكنه مع ذلك ليس مختلفًا. يبطئ الفصام من تطور عملية الدمج البصري السمعي ولا يسمح لها بالوصول إلى ذروة تطورها، ومع ذلك لم يُسجّل أية تراجع. يعتمد الفصاميون في إدراك الكلام على الإشارات السمعية أكثر من البصرية.

#### الحبسة
يُظهر مرضى الحبسة تدهورًا في إدراك الكلام في جميع الحالات (بصرية فقط- سمعية فقط- وبصرية سمعية) لذا يختبر هؤلاء المرضى تأثير مكجورك بشكل ضئيل. تكمن الصعوبة الكبرى لديهم في الحالات البصرية فقط لأنهم يعتمدون على المنبهات السمعية بشكل أكبر لفهم الكلام.

## العوامل الخارجية

### الدبلجة المتقاطعة
قلل التباين في فئة الحروف الصوتية من أهمية تأثير مكجورك في استجابات الاندماج؛ إذ تكون دبلجة الرمز / a / سمعيًا إلى اللفظ /i/ بصريًا أكثر ملاءمة من العكس وقد يرجع ذلك إلى امتلاك /a/ مجال واسع من التكوينات اللفظية بينما /i/ أكثر محدودية وهذا ما يجعل اكتشاف التناقضات أسهل. يكون للحرف الصوتي /i/ التأثير الأقوى بينما يكون للحرف /a/ تأثيرًا متوسطًا ولا يكون للحرف /u/ تقريبًا أي تأثير.

### رؤية الفم
يكون تأثير مكجورك أقوى عندما يكون الجانب الأيمن من فم المتحدث (على يسار الشخص المتلقي) مرئيًا؛ إذ يميل الناس لاستخلاص معلومات بصرية أكثر من الجهة اليمنى لفم المتحدث مقارنةً مع الجهة اليسرى أو حتى الفم كاملًا.

### الإلهاء البصري
يكون تأثير مكجورك أضعف عند وجود عامل مشتتة بصريًا للمستمع. يعدل الانتباه البصري من إدراك الكلام السمعي البصري. تشمل الأشكال الأخرى للإلهاء حركة المتكلم؛ إذ يصبح تأثير مكجورك أقوى إذا  كان رأس/ وجه المتكلم ساكنًا لا متحركًا.

### بنية المقطع اللفظي
يكون تأثير مكجورك أقوى عند استخدام مقاطع الطقطقة الصوتية، بينما يكون التأثير أضعف عند استخدام مقاطع الطقطقة الساكنة. يوضح ذلك أن تأثير مكجورك قد يحدث في بيئة خالية من الكلام. لا تعتبر النطقيات شرطًا هامًا لحدوث تأثير مكجورك على الرغم من كونها تزيد من قوة التأثير.

### الجنس
يختبر الإناث تأثير مكجورك بشكل أقوى من الذكور. يمتلك النساء تأثير بصري على الكلام السمعي أكبر بكثير من الرجال فيما يخص المنبهات البصرية الموجزة، لكن لا يوجد فرق واضح فيما يخص المنبهات الكاملة. يتعلق جانب آخر بالجنس وهو مسألة أصوات ووجوه الذكور كمنبه مقارنةً مع وجوه وأصوات الإناث كمنبه على الرغم من عدم وجود اختلاف في شدة تأثير مكجورك في كلتا الحالتين. وكذلك لن نجد اختلاف في التأثير إذا تحدث وجه ذكر بصوت أنثى أو العكس. لا يستبعد إدراك اختلاف الصوت المسموع عن الوجه المرئي -حتى لو كان لجنسين مختلفين- من حدوث تأثير مكجورك.

### الحملقة
لا تحتاج العيون للتثبيت لدمج المعلومات السمعية والبصرية عند إدراك الكلام؛ إذ لم يحصل اختلاف في تأثير مكجورك عند تركيز المستمع نظره على مكان محدد من وجه المتحدث، ولكن يختفي التأثير إذا ركز المستمع نظره على ما وراء وجه المريض. كي يصبح تأثير مكجورك ضئيلًا يجب أن ينحرف نظر المستمع على الأقل 60 درجة عن فم المتحدث.